# Tropaeolum atrocapillare
Tropaeolum atrocapillare är en krasseväxtart som beskrevs av B. Sparre. Tropaeolum atrocapillare ingår i släktet krassar, och familjen krasseväxter. Inga underarter finns listade i Catalogue of Life.